# Mech-X4
Mech-X4 je americký sci-fi dobrodružný komediální televizní seriál vytvořený Stevem Marmelem. Celý seriál se vysílal od 11. listopadu 2016 do 20. srpna 2018 na Disney Channel.  

## Děj seriálu

### První řada
Ryan Walker je nováček na Bay City High, který má technopatii – mimořádnou schopnost ovládat technologie svou myslí. Jeho talent záhadně probouzí Mech-X4, obřího 120stopého robota, aby bránil své město před hrozící zkázou. Ryan rekrutuje své dva nejlepší přátele a svého staršího bratra, aby mu pomohli ovládat Mech-X4. Když na Bay City najednou začnou náhle sestupovat obří příšery, musí se všichni čtyři naučit pracovat jako tým, aby mohli pilotovat obřího robota, který je jejich jedinou nadějí na záchranu jejich města a nakonec i světa před hromadným ničením.

### Druhá řada
Ryan, Spyder, Harris a Mark se ocitají v úskalích dospívání v nové škole East Bay City High. Zatímco se Mark pokouší získat zpět svůj status hvězdného sportovce, Ryan se snaží využít své schopnosti technopatů, aby mu pomohl, Spyder a Harris se přizpůsobí tomu, že jsou nováčky v konkurenční škole.

## Obsazení

### Hlavní role
- Nathaniel Potvin jako Ryan Walker (český dabing: Jindřích Žampa)
- Kamran Lucas jako Harris (český dabing: Matěj Havelka)
- Pearce Joza jako Spyder Johnson (český dabing: Matěj Macháček)
- Raymond Cham jako Mark Walker (český dabing: Matěj Převrátil)
- Alyssa Jirrels jako Veracity Campbellová (2. řada), (český dabing: Viktorie Taberyová)

### Vedlejší role
- Ali Liebert jako Ředitelka Greyová (český dabing: Zuzana Ščerbová)
- Alyssa Lynch jako Cassie Parková
- Crystal Balint jako Grace Walkerová (český dabing: Vendula Příhodová)
- Peter Benson jako Seth Harper (český dabing: Libor Bouček)
- Ryan Beil jako Leo
- Rohan Campbell jako Dane
- John De Santis jako Davage
- Paul Lazenby jako Morris

### Hostující role
- Alyssa Jirrels jako Veracity Campbellová (1. řada), (český dabing: Viktorie Taberyová)
- David Collette jako Park Ranger Jeff (1. řada)
- Kaitlin Cheung jako Texting Girl (1. řada)
- Lucas Morgan jako Purse Snatcher (1. řada)
- Gary Jones jako Ředitel Joe (1. řada)
- Kazumi Evans jako Jessica (1. řada)
- Bob Frazer jako Godfrey Chambers (1. řada), (český dabing: Filip Švarc)
- Dean Redman jako Major (1. řada)
- Aliza Vellani jako Soldier (1. řada)
- Colby Wilson jako Kouč (1. řada)
- Arran Henn jako Newscaster (1. řada)
- Dan Payne jako Traeger (2. řada)
- TBA jako Georgia (2. řada)

## Vysílání
| Řada | Díly | Premiéra v USA     | Premiéra v USA | Premiéra v ČR    | Premiéra v ČR     |
| Řada | Díly | První díl          | Poslední díl   | První díl        | Poslední díl      |
| ---- | ---- | ------------------ | -------------- | ---------------- | ----------------- |
| 1    | 15   | 11. listopadu 2016 | 1. května 2017 | 2. prosince 2019 | 20. prosince 2019 |
| 2    | 20   | 9. září 2017       | 20. srpna 2018 | 6. ledna 2020    | 31. ledna 2020    |